# Gerta Overbeck
Gerta Overbeck, née le 16 janvier 1898 à Dortmund et morte le 2 mars 1977 à Lünen, est une peintre allemande représentante de la Nouvelle objectivité.

## Biographie
Gerta Overbeck est née en 1898 dans une famille de Dortmund qui cultivait une atmosphère artistique et encourageait les penchants musicaux de leurs enfants. Sa mère Hedwige est la fille du maire Schmieding, son père Julius était issu d'une famille qui avait réussi dans la fabrication de la bière. Vers 1900, la famille déménagea à Cappenberg, dans la maison que le grand-père avait fait construire.
De 1915 à 1918, elle suit une formation de professeur de dessin à l'école des arts appliqués de Düsseldorf. Le dessin élémentaire est une matière obligatoire en Prusse depuis 1872. Elle effectue une année probatoire en tant que professeur de dessin au lycée Goethe (de) de Dortmund. De 1919 à 1922, elle étudie à l'École d'art et des métiers de Hanovre (de), où elle apprend la peinture, la composition et la gravure. Elle entre en contact avec les artistes de la Nouvelle objectivité. Elle rencontre Grethe Jürgens. Face à des difficultés financières, elle retourne à Dortmund en 1922 pour enseigner le dessin. 
En 1931, elle s'installe à Hanovre et décide de vivre de sa peinture. Elle écrit des articles sur l'art pour la revue Der Wachsbogen (de), publiée par Grethe Jürgens en 1931 et 1932. Elle est imprimée sur ronéotypie à cire.
En mai 1932, elle présente 23 œuvres lors de l'exposition La nouvelle objectivité à Hanovre. Elle trouve ses sujets dans la vie quotidienne dominée par la pauvreté, le chômage et l'inflation.
Tous les membres de la nouvelle objectivité sont engagés à gauche. Politiquement, elle est proche du Parti communiste et en est membre pendant une courte période. À l'époque nazie, elle est membre de fait de la Chambre des Beaux-Arts du Reich.
En 1938, Gerta retourne à Cappenberg avec sa fille Frauke Schenck. Elle vit modestement de son art. Elle donne des cours de dessin et de peinture au centre de formation pour adultes de Lünen.
Ses œuvres se trouvent au musée Sprengel de Hanovre, au musée de la ville de Lünen et au musée d'art et d'histoire culturelle de la ville de Dortmund.
Dans les années 1960, la Nouvelle objectivité est redécouverte. Gerta Overbeck et son travail sont reconnus. Aujourd'hui, Gerta Overbeck et Grethe Jürgens sont considérées comme d'importantes représentantes de ce mouvement.
Une première exposition de ses œuvres a lieu en 1976 à Hambourg.

## Vie privée
En 1926, Gerta Overbeck partage sa vie avec le peintre Ernst Thoms. En janvier 1937, elle a une fille, Frauke Schenck (1937-2015), dont le père est l'écrivain Gustav Schenk (de), ancien fiancé de Grethe Jürgens. Il en résulte une brouille entre les deux anciennes amies. Mariés en mai 1937, Gerta et Gustav Schenck divorceront en 1940. 

## Postérité
- Une rue porte son nom à Lünen dans le district de Wethmar.
- La Gerta-Overbeck-Straße à Brunswick porte son nom.
- Le Gerta-Overbeck-Ring à Wolfsburg porte son nom.